# 크레타땃쥐
크레타땃쥐(Crocidura zimmermanni)는 땃쥐과에 속하는 포유류의 일종이다. 그리스 크레타섬의 토착종이다. 자연 서식지는 온대 기후 지역의 관목 지대이다. 서식지 감소로 멸종 위협을 받고 있다.